# North American B-25 Mitchell
El North American B-25 Mitchell va ser un bombarder bimotor nord-americà dissenyat per North American Aviation. Va ser utilitzat per forces aèries dels aliats en tots els teatres d'acció de la Segona Guerra Mundial. El B-25 va ser anomenat en honor del general Billy Mitchell, pioner de l'aviació militar als Estats Units.

B-25J Mitchell

## Especificacions (B-25J)
Dades de United States Military Aircraft since 1909
Característiques generals
- Tripulació: 6: Pilot, copilot, bombarder/navegador, enginyer de vol/artiller de la torreta superior, operador de ràdio/artiller lateral i artiller de cua.
- Longitud: 16,13 m
- Envergadura: 20,60 m
- Alçada: 4,98 m
- Superfície de l'ala 56,7 m²
- Pes buit: 8.855 kg
- Pes màxim d'enlairament: 15.910 kg
- Motors: 2×  motor radial de 14 cilindres refrigerat per aire Wright R-2600-92, 1.700 CV   cada un

 Rendiment 
- Velocitat màxima: 237 nusos(438 km/h)
- Velocitat de creuer: 200 nusos (370 km/h)
- Abast: 1.174 milles nàutiques, 2,174 km
- Sostre de servei: 7.378 m

Armament

- Metralladores: 12 a 18 metralladores de calibre 12,7 mm M2 Browning en torretes i en el morro en versions artilleres.
- Bombes: 1.360 kg de bombes, en funció de la versió també podia equipar coets i torpedes